# Cochon de terre (Cycle sexagésimal chinois)
Ne doit pas être confondu avec Oryctérope du Cap.
| Éléments du cycle sexagésimal 干支 | Éléments du cycle sexagésimal 干支 | Éléments du cycle sexagésimal 干支 | Éléments du cycle sexagésimal 干支 | Éléments du cycle sexagésimal 干支 | Éléments du cycle sexagésimal 干支 | Éléments du cycle sexagésimal 干支 | Éléments du cycle sexagésimal 干支 | Éléments du cycle sexagésimal 干支 | Éléments du cycle sexagésimal 干支 | Éléments du cycle sexagésimal 干支 | Éléments du cycle sexagésimal 干支 |
| ---------------------------------- | ---------------------------------- | ---------------------------------- | ---------------------------------- | ---------------------------------- | ---------------------------------- | ---------------------------------- | ---------------------------------- | ---------------------------------- | ---------------------------------- | ---------------------------------- | ---------------------------------- |
| 01 Rat bois                        | 02 Buffle bois                     | 03 Tigre feu                       | 04 Lièvre feu                      | 05 Dragon terre                    | 06 Serpent terre                   | 07 Cheval métal                    | 08 Chèvre métal                    | 09 Singe eau                       | 10 Coq eau                         | 11 Chien bois                      | 12 Cochon bois                     |
| 13 Rat feu                         | 14 Buffle feu                      | 15 Tigre terre                     | 16 Lièvre terre                    | 17 Dragon métal                    | 18 Serpent métal                   | 19 Cheval eau                      | 20 Chèvre eau                      | 21 Singe bois                      | 22 Coq bois                        | 23 Chien feu                       | 24 Cochon feu                      |
| 25 Rat terre                       | 26 Buffle terre                    | 27 Tigre métal                     | 28 Lièvre métal                    | 29 Dragon eau                      | 30 Serpent eau                     | 31 Cheval bois                     | 32 Chèvre bois                     | 33 Singe feu                       | 34 Coq feu                         | 35 Chien terre                     | 36 Cochon terre                    |
| 37 Rat métal                       | 38 Buffle métal                    | 39 Tigre eau                       | 40 Lièvre eau                      | 41 Dragon bois                     | 42 Serpent bois                    | 43 Cheval feu                      | 44 Chèvre feu                      | 45 Singe terre                     | 46 Coq terre                       | 47 Chien métal                     | 48 Cochon métal                    |
| 49 Rat eau                         | 50 Buffle eau                      | 51 Tigre bois                      | 52 Lièvre bois                     | 53 Dragon feu                      | 54 Serpent feu                     | 55 Cheval terre                    | 56 Chèvre terre                    | 57 Singe métal                     | 58 Coq métal                       | 59 Chien eau                       | 60 Cochon eau                      |

Le cochon de terre est le trente-sixième élément du cycle sexagésimal chinois. Il est appelé  jǐhài en chinois, (chinois traditionnel et simplifié : 己亥), gihae en coréen,  kigai en japonais et Kỷ Hợi en vietnamien. Il est précédé par le chien de terre et suivi par le rat de métal.
À la tige céleste jǐ est associé le Yin et l'élément terre, et par la branche terrestre hai, le Yin, l'élément eau et le signe du porc.

## Années du cochon de terre
La transition vers le calendrier grégorien se fait en multipliant par soixante et en ajoutant trente-neuf. Sont ainsi appelées année du cochon de terre les années :
| Ier millénaire                                                                                      | IIe millénaire                                                                                                  | IIIe millénaire |
| --------------------------------------------------------------------------------------------------- | --- | --- |
| - 39 - 99 - 159 - 219 - 279 - 339 - 399 - 459 - 519 - 579 - 639 - 699 - 759 - 819 - 879 - 939 - 999 | - 1059 - 1119 - 1179 - 1239 - 1299 - 1359 - 1419 - 1479 - 1539 - 1599 - 1659 - 1719 - 1779 - 1839 - 1899 - 1959 | - 2019 - 2079 - 2139 - 2199 - 2259 - 2319 - 2379 - 2439 - 2499 - 2559 - 2619 - 2679 - 2739 - 2799 - 2859 - 2919 - 2979 |